# Henrik III., car Svetog Rimskog Carstva
Henrik III. Crni (* 28. listopada 1017.; † 5. listopada 1056. u Bodfeldu, Harz);   rimsko-njemački kralj od 1039.,  rimsko-njemački car (1046. -  1056.). Pripadao je Salijskoj dinastiji.

## Do dolaska na vlast
Henrik se rodio godine 1017. kao sin cara Konrada II. i Gisele Švapske, dakle još prije nego što je njegov otac zavladao. Dobio je sveobuhvatno obrazovanje jer ga se od rane mladosti pripremalo postati vladar. Otac ga je tako vrlo rano počeo uvoditi u vladarske dužnosti. Izvori opisuju da je Henrik bio visoka rasta i crnokos zbog čega je imao nadimak  Crni. Nosio je kratku bradu po modi ondašnjeg vremena. 
Od 1027. do 1042. Henrik je bio bavarski vojvoda, od 1038. do 1045. švapski vojvoda.  14. travnja 1028. njegov je otac dao da ga nadbiskup Kölna Pilgrim u Aachenu okruni za njemačkoga kralja. U jesen 1038. postao je i kraljem Burgundije (Arelata). Nakon smrti svoga oca 1039. Henrik je stupio na prijestolje.

## Vladar

### Rat protiv Poljske i Češke
U Poljskoj je nakon smrti kneza Mješka II. došlo do velikih nemira. To je iskoristio češki knez Bržetislav (1037. – 1055.) pa je napao Poljsku i zaredom osvojio Šlesku, Malu Poljsku s Krakovom i najzad Veliku Poljsku s Gnjeznom odakle je u Prag prenio relikvije svetoga Adalberta. Time su se Češka i Poljska zapravo ujedinile u jednu državu. Njemačkoj je time zaprijetila opasnost od velikog slavenskog bloka na njenim istočnim granicama pa je Henrik odmah zaratio protiv Bržetislava da to ujedinjenje razori. Češka je napadnuta s tri strane, iz Meissena, Bavarske i Austrije. Ratovalo se dvije godine (1040. – 1041.). Bržetislav je poražen te je morao zatražiti mir. Zadržao je vlast samo u Češkoj i dijelu Šleske, a sve poljske zemlje morao je vratiti poljskom knezu Kazimiru I. No i Češka i Poljska pritom su morale priznati vrhovnu vlast Njemačke. 

### Ratovi protiv Mađarske
Na jugoistoku se Henriku pružila povoljna prilika da svojoj prevlasti podvrgne i Mađarsku. Tamo su naime nakon smrti prvoga mađarskog kralja Stjepana I.(1038.) izbile unutrašnje borbe. Zbog novih mađarskih napada na Bavarsku, Henrik je 1042. godine objavio rat Mađarskoj. 
Mađarski kralj Šamuel Aba je pobjegao na istok. Tijekom 1043., Henrik prisiljava mađarskog kralja na vraćanje podunavskih teritorija Njemačkoj. Ove teritorije je još Sveti Stjepan Mađarski dao Nijemcima. Time se uspostavila granica Mađarske i Austrije, koja je ostala kao službena sve do 1918. godine. Poslije te pobjede Henrik, kao pobožan kralj koji sanja o "božanskom miru", svima oprašta sve što je bilo i zaboravlja osvetu. Svoje vazale je prisilio na isto.
Protiv Stjepanova nećaka i nasljednika Petra Orseola (sina Stjepanove sestre i unuka mletačkog dužda Petra II. Orseola), pobunio se daljnji rođak kraljevske obitelji Samuel Aba, sam zavladao te izvršio nekoliko provala u Njemačku. Henrik je nato napao Mađarsku i nakon tri vojna pohoda vratio 1045. Petra Orseola na mađarsko prijestolje, ali on je morao priznati vrhovnu vlast Njemačke.
Drugi pohod na Mađarsku je izveden 6. srpnja 1044. s velikom vojskom. Mađari su bili lako pokoreni. Kraj sukoba i poraz pristaša Samuela Abe je označen u bitci kod Menfea. Na vlast je postavljen stari mađarski kralj Petar Orse. Samuel Aba je uhvaćen i odrubljena mu je glava. Iz ovog sukoba je Henrik izašao kao pobjednik i zapadne dijelove tadašnje Mađarske je pripojio Bavarskoj.
S novim mađarskim kraljem Andrijom i najprije je sklopio mir, koji nije dugo trajao. Već 1051. Henrik poduzima treći pohod protiv Mađara. Međutim nije uspio ostvariti trajniji mir. Tijekom četvrtog pohoda opsedao je Bratislavu. Andrija I je pozvao papu za posrednika. Nakon što je Henrik prestao s opsadom Andrija je povukao sve svoje ponude o plaćanju danka, pa ga papa izopćuje.

## Nemir u Loreni
Nakon povratka iz rata u Mađarskoj Gottfried Lorenski je tražio saveznike da bi potpuno povratio obje Lorene pod svoju vlast. Pregovarao je is francuskim kraljem Henrikom I. Zbog toga je Henrik III Crni organizirao suđenje Gottfriedu. Gottfried je osuđen, a vojvodstvo mu je oduzeto. On je odmah pobjegao i započeo pobunu i građanski rat.
Tijekom 1045. Henrik je zauzeo Gottfriedov zamak i nekoliko drugih dvoraca. Gottfried je uspio zametnuti svađu u Burgundiji, čime stvara Henriku probleme na drugom mjestu, pa je Henrik krenuo na Burgundiju, ostavljajući dio vojske u Loreni. Burgundija je bila smirena i prije Henrikove dolaska. Poslije toga Henrik je uspio zarobiti i utamničiti Gottfrieda Lorenskog i smiriti probleme u Loreni.

## Rat i mir u Loreni i Nizozemskoj
Gottfried lorenski je pušten iz zatvora i vraćen mu je bio dio posjeda, ali on se ponovno buni i nalazi nove saveznike Boldvina Flandrijskog i Dirka Holanskog, pa je pobuna protiv Henrika postala mnogo veća. Nizozemci su tijekom 1048. pobijedili Henrikovu vojsku, zauzeli Nijmegen, zapalili Verdun i opsjedali Liege.
Međutim tijekom 1049. godine Henrik uspijeva pobijediti i ubiti Dirka Nizozemskog. Henrik je postigao sporazum s danskim i engleskim kraljem, pa Baldwin flandrijski više nije mogao napadati morem, a nije više mogao ni pobjeći carskoj vojsci. Henrik je uspio utamniči i Baldwina i Gottfrieda Lorenskog. Time je konačno u Loreni i Nizozemskoj zavladao mir.

## Ratovi u Italiji i odnos prema Crkvi
Učvrstivši tako svoj položaj Henrik se okrenuo Italiji. Za razliku od svoga oca bio je uvjereniji pobornik crkvene reforme, ali ju je shvaćao poput svoga djeda Henrika II. Smatrao je svojom dužnošću da se pobrine za ozdravljenje sveukupnoga crkvenog i vjerskog života, ali bio je uvjeren da se to može postići samo pod nadzorom jake i autoritativne svjetovne vlasti. Zbog toga je na biskupske i opatske položaje revno i neumoljivo postavljao ličnosti po svome izboru i volji, prvenstveno po kriteriju njihove svećeničke i moralne ispravnosti. 
Upravo tada na papinskom je prijestolju bio Benedikt IX., potpuno nedostojan toga položaja. Papom je postao s 18 godina (1032.) kao bliski rođak dvojice prijašnjih papa. Živio je skandaloznim životom kao malo koji od njegovih prethodnika u 10. stoljeću. Pijančevao je, odavao se bludu, odobravao i organizirao umorstva i pljačku kako rimskog stanovništva tako i hodočasnika koji su dolazili u Rim. Najzad je početkom 1044. izbila pobuna u kojoj je svrgnut. No, Benedikt se protuudarom vratio na papinski položaj, ali ga je već sljedeće godine za novac prodao jednom svom rođaku.
Takvo skandalozno stanje u Rimu i dubok moralni pad papinstva dalo je priliku Henriku da se umiješa. Pri tom je slijedio tri cilja:  ukloniti s papinske stolice ličnosti potpuno nedostojne tog položaja; onemogućiti uplitanje moćne rimske aristokracije koja je nametala svoje pretendente za taj položaj;  reformirati i u moralnome pogledu preporođeno papinstvo podvrgnuti svom nadzoru, čak i diktatu.
Vojnim pohodom u Italiju godine 1046. ostvario je sva tri cilja. Zbacio je svu trojicu suparničkih papa i odredio da na taj položaj bude izabran njegov bliski prijatelj, Sudger, biskup Bamberga kao Klement II. On ga je na Božić iste godine okrunio za njemačko-rimskog cara. Henrik je istodobno dobio pravo da ubuduće još i prije formalnog izbora novoga pape odredi ličnost za taj položaj. 
Podvrgavši na taj način Crkvu svojoj vlasti, car je poželio srediti i prilike u južnoj Italiji. Ondje se nekoć jedinstveno langobardsko vojvodstvo Benevent raspalo na tri samostalna vojvodstva: Benevent, Capuu i Salerno. Gaëta, Napulj i Amalfi bili su pod nominalnim vrhovništvom Bizanta. Cijelo je to područje još k tome bilo izloženo stalnim napadima Saracena. U takve kaotične odnose u južnoj Italiji uključili su se u drugome desetljeću 11. stoljeća i Normani iz svojih uporišta u sjevernoj Francuskoj (Normandija). Skupine Normana pomogle su lokalnim vojvodstvima protiv Saracena, a za zauzvrat od vojvode od Salerna dobili zemlju, ali u vazalskom odnosu prema njemu. Time je započela normanska era u južnoj Italiji kao presudan novi faktor u idućih nekoliko stoljeća u južnoj Italiji.
Vojni pohod Henrika III. u južnu Italiju nije donio nikakve uspjehe osim što su normanski grofovi od Apulije i Aversa (Drogon i Rainulf) priznali vrhovnu njemačku vlast, a ne više vojvode od Salerna (no ni to zadugo). 
Nakon careva povratka u Njemačku u Rimu je ponovo pokušao da dođe na papinsku stolicu protjerani Benedikt IX. No, opet je prognan, a za papu je carevom odlukom izabran njegov rođak biskup Bruno kao Lav IX., odlučan pobornik crkvene reforme. Njegova desna ruka bio je Hildebrand, budući papa Grgur VII.
Za vrijeme Lava IX. i njegova nasljednika Viktora II. suradnja cara i papinstva oko ostvarenja reformnih ciljeva unutar Crkve dosegla je vrhunac. Ali Henrikova težnja da održi svoju prevlast nad Crkvom bila je u sve većoj suprotnosti s temeljnim načelima reformnog pokreta (koji je krenuo iz opatije Cluny). To je već za njegova sina i nasljednika Henrika IV. dovelo do borbe za investituru.

## Unutarnje i vanjske teškoće
Ubrzo su za Henrika zaredale teškoće.
U Njemačkoj je sistem potpune podložnosti vojvodstava središnjoj vlasti zapao u krizu koju je Henrik III. uspio tek djelomice prevladati. U Lotaringiji je istodobno izbila pobuna protiv njegove vlasti koju je ugušio tek nakon gotovo dvije godine krvavih borbi (1049.).
Te njemačke teškoće i zauzetost na Zapadu iskoristili su mađarski velikaši i svrgnuli njegova štićenika kralja Petra Orseola i na vlast doveli Andriju I. Henrik je nato poveo tri vojna pohoda protiv Mađarske, ali je bio poražen te joj je morao priznati punu samostalnost. 
U tim je borbama Mađarsku pomagala Poljska koja se konsolidirala pod vlašću kneza Kazimira I. te ujedno i osvojila istočno i zapadno Pomorje. Konsolidacija Poljske znatno je olakšala otpor Češke i Polapskih Slavena njemačkoj vlasti. Češki knez Spitignev II. protjerao je iz svoje zemlje mnoge Nijemce čekajući i pogodan trenutak da poništi vrhovnu vlast Njemačke nad Češkom. Krajem Henrikove vladavine zaredali su i vojnički uspjesi slavenskih plemena na Istoku protiv lokalnih njemačkih vlasti najavljujući u skoroj budućnosti opći pokret slavenskih plemena za oslobođenje od njemačke vlasti. 
Njemačka vlast počela je slabiti i u Italiji, naročito udajom toskanske vojvotkinje Beatrice za svrgnutoga vojvodu Gornje Lotaringije Gotfrida, Henrikova najogorčenijeg neprijatelja. Moć Normana na jugu Italije naglo je porasla i oni više nisu priznavali ničiju vrhovnu vlast. S njima je nakon početnih sukoba u savez ušlo i papinstvo. 

## Smrt
Zabrinut zbog takvog razvoja događaja, Car je poveo novi vojni pohod u Italiju. No zbog pobune u Njemačkoj morao se odmah vratiti kući neobavljena posla. Tek što je ugušio pobunu razbolio se i umro 5. listopada 1056. Pokopan je u katedrali u Speyeru. 
Naslijedio ga je sin Henrik IV.

## Vanjske poveznice
- Isprave Henrika III.  Arhivirana inačica izvorne stranice od 18. travnja 2005. (Wayback Machine)
- genealogie-mittelalter.de  Arhivirana inačica izvorne stranice od 2. veljače 2007. (Wayback Machine)

| Prethodnik: | njemačko-rimski car (1039. – 1056.) | Nasljednik: |
| Konrad II.  | njemačko-rimski car (1039. – 1056.) | Henrik IV.  |